# Hydraena verberans
Hydraena verberans är en skalbaggsart som beskrevs av Manfred A. Jäch och Díaz 2006. Hydraena verberans ingår i släktet Hydraena och familjen vattenbrynsbaggar. Inga underarter finns listade i Catalogue of Life.